# Premio Wolf per la matematica
Il premio Wolf per la matematica è un premio assegnato annualmente dalla fondazione Wolf. È una delle sei categorie dei premi Wolf riconosciuti dalla fondazione e assegnati dal 1978.

## Vincitori del premio Wolf per la matematica
| Anno      | Vincitore                    | Paese                                                        | Menzione |
| --------- | ---------------------------- | ------------------------------------------------------------ | --- |
| 1978      | Izrail' Moiseevič Gel'fand   | Unione Sovietica                                             | per il suo lavoro nell'ambito dell'analisi funzionale e della rappresentazione dei gruppi e per il suo contributo nello sviluppo di un gran numero di aree della matematica e delle sue applicazioni |
| 1978      | Carl Ludwig Siegel           | Germania Ovest                                               | per il suo contributo alla teoria dei numeri, alla teoria delle funzioni di variabili complesse e alla meccanica celeste |
| 1979      | Jean Leray                   | Francia                                                      | per il suo lavoro pionieristico nel campo dello sviluppo e delle applicazioni dei metodi topologici nello studio delle equazioni differenziali |
| 1979      | André Weil                   | Francia                                                      | per l'introduzione dei metodi algebrico-geometrici nel campo della teoria dei numeri |
| 1980      | Henri Cartan                 | Francia                                                      | per i suoi studi pionieristici nel campo della topologia algebrica, della teoria delle funzioni di variabili complesse e dell'algebra omologica, e per il suo ruolo di guida per una generazione di matematici                                                                                              |
| 1980      | Andrej Nikolaevič Kolmogorov | Unione Sovietica                                             | per le sue profonde e originali scoperte nell'ambito dell'analisi di Fourier, della teoria della probabilità e dei sistemi dinamici |
| 1981      | Lars Ahlfors                 | Finlandia                                                    | per il suo apporto determinante nella creazione di nuovi e potenti metodi nell'ambito della teoria geometrica delle funzioni analitiche |
| 1981      | Oscar Zariski                | Madrepatria Bielorussia Erudizione Ucraina\ Italia           | creatore del moderno approccio alla geometria algebrica attraverso la sua fusione con l'algebra commutativa |
| 1982      | Hassler Whitney              | Stati Uniti                                                  | per i suoi lavori fondamentali nell'ambito della topologia algebrica, della geometria differenziale e della topologia differenziale |
| 1982      | Mark Grigoryevich Krein      | Unione Sovietica                                             | per i suoi fondamentali contributi all'analisi funzionale e alle sue applicazioni |
| 1983-1984 | Shiing-Shen Chern            | Cina                                                         | per i suoi eccezionale contributi alla geometria differenziale che hanno profondamente influenzato tutta la matematica |
| 1983-1984 | Paul Erdős                   | Ungheria                                                     | per i suoi molteplici contributi alla teoria dei numeri, alla combinatoria, alla probabilità, alla teoria degli insiemi e all'analisi, e per la sua capacità di stimolare matematici di tutto il mondo |
| 1984-1985 | Kunihiko Kodaira             | Giappone                                                     | per i suoi eccezionali contributi allo studio delle varietà complesse e delle varietà algebriche |
| 1984-1985 | Hans Lewy                    | Stati Uniti                                                  | per i suoi sviluppi, oggi classici ed essenziali, nel campo delle equazioni alle derivate parziali |
| 1986      | Samuel Eilenberg             | Stati Uniti                                                  | per il suo lavoro fondamentale nell'ambito della topologia algebrica e dell'algebra omologica |
| 1986      | Atle Selberg                 | Norvegia                                                     | per i suoi profondi e originali lavori nel campo della teoria dei numeri, dei gruppi discreti e delle forme automorfe |
| 1987      | Kiyoshi Itō                  | Giappone                                                     | per i suoi fondamentali contributi nell'ambito dello studio teorico e applicato della teoria della probabilità, in particolar modo per la creazione del calcolo stocastico |
| 1987      | Peter Lax                    | Ungheria / Stati Uniti                                       | per i suoi eccezionali contributi in molte aree dell'analisi e della matematica applicata |
| 1988      | Friedrich Hirzebruch         | Germania Ovest                                               | per il suo eccezionale lavoro che combina topologia, geometria algebrica, geometria differenziale e teoria algebrica dei numeri; e per i suoi sforzi nello stimolare la ricerca e la cooperazione tra matematici                                                                                            |
| 1988      | Lars Hörmander               | Svezia                                                       | per il suo fondamentale lavoro nell'ambito della moderna analisi, in particolare per l'applicazione di operatori pseudo differenziali e integrali di Fourier alle equazioni lineari alle derivate parziali                                                                                                  |
| 1989      | Alberto Calderón             | Argentina                                                    | per il suo lavoro innovativo sugli operatori integrali singolari e sulla loro applicazione a importanti problemi nell'ambito delle equazioni alle derivate parziali |
| 1989      | John Milnor                  | Stati Uniti                                                  | per le sue ingegnose e altamente originali scoperte nel campo della geometria, che hanno aperto nuovi orizzonti sulla topologia dal punto di vista algebrico, combinatorio e della differenziabilità |
| 1990      | Ennio De Giorgi              | Italia                                                       | per le sue idee innovative e i suoi risultati fondamentali nel campo delle equazioni alle derivate parziali e del calcolo delle variazioni |
| 1990      | Ilya Piatetski-Shapiro       | Unione Sovietica / Israele                                   | per il suo contributo essenziale nel campo dei domini complessi omogenei, dei gruppi discreti, della teoria delle rappresentazioni e delle forme automorfe |
| 1991      | non assegnato                |                                                              | |
| 1992      | Lennart Carleson             | Svezia                                                       | per i suoi contributi fondamentali all'analisi di Fourier, all'analisi complessa, allo studio delle mappe quasi conformi e dei sistemi dinamici |
| 1992      | John Griggs Thompson         | Stati Uniti                                                  | per i suoi profondi contributi a tutti gli aspetti della teoria dei gruppi finiti e alle connessioni con gli altri settori della matematica |
| 1993      | Michail Leonidovič Gromov    | Russia                                                       | per i suoi contributi rivoluzionari nello studio della geometria di Riemann e della geometria simplettica, della topologia algebrica, della teoria dei gruppi geometrici e della teoria delle equazioni alle derivate parziali                                                                              |
| 1993      | Jacques Tits                 | Belgio / Francia                                             | per i suoi contributi pionieristici e fondamentali alla teoria delle strutture algebriche e delle altre classi di gruppi ed in particolare per la teoria delle strutture di Bruhat–Tits |
| 1994-1995 | Jürgen Moser                 | Germania                                                     | per il suo lavoro fondamentale nell'ambito della stabilità della meccanica hamiltoniana e per i profondi contributi nello studio delle equazioni differenziali non lineari |
| 1995-1996 | Robert Langlands             | Canada                                                       | per il suo lavoro illuminante e per la vista straordinaria che ha fornito nel campo della teoria dei numeri, delle forme automorfe e della rappresentazione dei gruppi |
| 1995-1996 | Andrew Wiles                 | Regno Unito                                                  | per il suo spettacolare contributo alla teoria dei numeri e ai campi connessi, per i grandi passi compiuti nella dimostrazione di congetture fondamentali e per aver risolto l'Ultimo teorema di Fermat |
| 1996-1997 | Joseph B. Keller             | Stati Uniti                                                  | per i suoi contributi profondi ed innovativi, in particolare nel campo della propagazione delle onde elettromagnetiche e acustiche della meccanica dei fluidi, dei solidi, della meccanica quantistica e della meccanica statistica                                                                         |
| 1996-1997 | Yakov G. Sinai               | Russia                                                       | per i suoi contributi fondamentali nello sviluppo di metodi matematici rigorosi per la meccanica statistica e la teoria ergodica dei sistemi dinamici e per la loro applicazione alla fisica |
| 1998      | non assegnato                |                                                              | |
| 1999      | László Lovász                | Ungheria                                                     | per i suoi eccezionali contributi alla combinatoria, all'informatica teorica e all'ottimizzazione |
| 1999      | Elias M. Stein               | Belgio / Stati Uniti                                         | per i suoi contributi all'analisi di Fourier classica ed euclidea, e per il suo eccezionale impatto su una nuova generazione di analisti grazie alle sue doti di didatta |
| 2000      | Raoul Bott                   | Ungheria / Stati Uniti                                       | per le sue profonde scoperte nel campo della topologia e della geometria differenziale e per le loro applicazioni allo studio dei gruppi di Lie, degli operatori differenziali e della fisica matematica |
| 2000      | Jean-Pierre Serre            | Francia                                                      | per i suoi numerosi e fondamentali contributi alla topologia, alla topologia algebrica, all'algebra e alla teoria dei numeri, e per le sue conferenze e per i suoi scritti fonte di ispirazione per altri matematici                                                                                        |
| 2001      | Vladimir Arnold              | Russia                                                       | per il suo profondo ed influente lavoro in un gran numero di settori, tra cui lo studio dei sistemi dinamici, delle equazioni differenziali e della teoria delle singolarità |
| 2001      | Saharon Shelah               | Israele                                                      | per i suoi contributi fondamentali alla logica e alla teoria degli insiemi, e per la loro applicazione ad altri ambiti della matematica |
| 2002-2003 | Mikio Satō                   | Giappone                                                     | per la creazione dell'analisi algebrica, che include anche la teoria delle iperfunzioni e delle microfunzioni e la teoria dei sistemi olonomi, e per la teoria unificata dell'equazione del solitone |
| 2002-2003 | John Tate                    | Stati Uniti                                                  | per la creazione di concetti fondamentali nel campo della teoria algebrica dei numeri |
| 2004      | non assegnato                |                                                              | |
| 2005      | Grigory Margulis             | Russia                                                       | per i suoi monumentali contributi all'algebra, in particolare alla teoria dei reticoli nei gruppi di Lie semi-semplici, e per la straordinaria applicazione di tali concetti alla teoria ergodica, alla teoria delle rappresentazioni, alla teoria dei numeri, alla combinatoria e alla teoria della misura |
| 2005      | Sergei Petrovich Novikov     | Russia                                                       | per i suoi fondamentali e pionieristici contributi alla topologia algebrica e differenziale, e in particolare per l'introduzione di metodi algebrico-topologici |
| 2006-2007 | Stephen Smale                | Stati Uniti                                                  | per i suoi contributi innovativi che hanno giocato un ruolo fondamentale nel dare forma alla topologia differenziale, allo teoria dei sistemi dinamici, all'economia e ad altri ambiti della matematica |
| 2006-2007 | Hillel Furstenberg           | Nato sotto il regime nazista Germania Erudizione Stati Uniti | per i suoi profondi contributi alla teoria ergodica, alla probabilità, all'analisi su spazi simmetrici e flussi omogenei |
| 2008      | Pierre Deligne               | Belgio                                                       | per il suo lavoro sulla teoria di Hodge, sulla congettura di Weil, sulla corrispondenza di Riemann-Hilbert e per i suoi contributi all'aritmetica |
| 2008      | Phillip Griffiths            | Stati Uniti                                                  | per il suo lavoro sulle variazioni delle strutture di Hodge e sulla teoria dei periodi degli integrali abeliani e per i suoi contributi alla geometria delle varietà complesse e kähleriane |
| 2008      | David Bryant Mumford         | Stati Uniti / Regno Unito                                    | per il suo lavoro sulle superficie algebriche, sulla teoria degli invarianti geometrici e per aver posto le basi della moderna teoria algebrica dei moduli delle curve e della funzione theta |
| 2009      | non assegnato                |                                                              | |
| 2010      | Shing-Tung Yau               | Cina / Stati Uniti                                           | per il suo lavoro in analisi geometrica che ha avuto un profondo e sensazionale impatto in molte aree della geometria e della fisica. |
| 2010      | Dennis P. Sullivan           | Stati Uniti                                                  | per i suoi contributi innovativi alla topologia algebrica e alla dinamica complessa. |
| 2011      | non assegnato                |                                                              | |
| 2012      | Michael Aschbacher           | Stati Uniti                                                  | per il suo lavoro nella teoria dei gruppi finiti. |
| 2012      | Luis Caffarelli              | Argentina / Stati Uniti                                      | per il suo lavoro sulle equazioni alle derivate parziali. |
| 2013      | George D. Mostow             | Stati Uniti                                                  | per il suo pionieristico lavoro in geometria e sulla teoria dei gruppi di Lie |
| 2013      | Michael Artin                | Stati Uniti                                                  | per il contributo fondamentale alla geometria algebrica. |
| 2014      | Peter Sarnak                 | Sudafrica                                                    | per i suoi profondi risultati in analisi, teoria dei numeri, geometria e combinatoria |
| 2015      | James Greig Arthur           | Canada                                                       | per il suo monumentale lavoro sulla formula di tracciamento e i suoi contributi fondamentali alla teoria della rappresentazione automorfa dei gruppi riduttivi |
| 2016      | non assegnato                |                                                              | |
| 2017      | Richard Schoen               | Stati Uniti                                                  | per i suoi contributi all'analisi geometrica e l'aver compreso l'interconnessione tra le equazioni alle derivate parziali e la geometria differenziale |
| 2017      | Charles Fefferman            | Stati Uniti                                                  | per i suoi contributi in varie aree della matematica, tra cui l'analisi multivariata complessa, le equazioni alle derivate parziali e i problemi sub-ellittici |
| 2018      | Alexander Beilinson          | Russia Stati Uniti                                           | per il loro lavoro che ha portato a significativi progressi all'interfaccia tra la geometria e la fisica matematica |
| 2018      | Vladimir Drinfeld            | Ucraina Stati Uniti                                          | per il loro lavoro che ha portato a significativi progressi all'interfaccia tra la geometria e la fisica matematica |
| 2019      | Jean-François Le Gall        | Francia                                                      | per i suoi contributi numerosi e approfonditi ed eleganti alla teoria dei processi stocastici |
| 2019      | Gregory Lawler               | Stati Uniti                                                  | per i rilevanti risultati riguardanti alcune proprietà del moto browniano e lo sviluppo di un nuovo modello, il Loop-Erased Random Walk (LERW) |
| 2020      | Simon Donaldson              | Regno Unito                                                  | per i loro contributi alla geometria differenziale e alla topologia |
| 2020      | Yakov Eliashberg             | Russia                                                       | per i loro contributi alla geometria differenziale e alla topologia |
| 2021      | non assegnato                |                                                              | |
| 2022      | George Lusztig               | Romania                                                      | per contributi rivoluzionari alla teoria della rappresentazione e aree correlate |
| 2023      | Ingrid Daubechies            | Belgio                                                       | per il suo lavoro sull'analisi wavelet e le analisi armoniche applicate |
| 2024      | Adi Shamir                   | Israele                                                      | per i suoi contributi fondamentali alla crittografia matematica. |
| 2024      | Noga Alon                    | Israele                                                      | per i suoi contributi fondamentali alla combinatoria e all'informatica teorica. |
| 2025      | non assegnato                |                                                              | |

## Critiche
Ci sono discussioni sulla disparità di genere poiché fino al 2022 nessuna accademica di sesso femminile ha ricevuto il Premio Wolf per la matematica: nel 2023 è stata insignita Ingrid Daubechies.